# Dactylosternum cycloides
Dactylosternum cycloides är en skalbaggsart som beskrevs av Knisch 1921. Dactylosternum cycloides ingår i släktet Dactylosternum och familjen palpbaggar. Inga underarter finns listade i Catalogue of Life.